# Psykick Lyrikah
Psykick Lyrikah est un groupe de hip-hop français, originaire de Rennes, en Ille-et-Vilaine. En 2015, la fin du groupe est officiellement annoncée par ARM, qui officie désormais sous son propre nom.

## Biographie

### Formation et débuts (2003–2008)
Psykick Lyrikah est initialement un projet de hip-hop français à instrumentation « classique ». Mr Teddybear y compose les musiques, DJ Remo quelques sons et les scratches, le rappeur Arm est épaulé par les MC Iraka 20001, Simba, Grems aka Supermicro, Djamal et Sept. Psykick Lyrikah entre en contact avec le label rennais Idwet grâce à Lionel d'Abstrackt Keal Agram, qui a donné au label une démo. Ils publient en 2003 leur premier projet, en format cassette (street-tape), intitulé Lyrikal Teknik,. ARM est à l'époque régulièrement invité sur scène par le groupe Abstrackt Keal Agram. En 2003, Idwet sort un album live du groupe, enregistré lors du festival des Transmusicales de Rennes, un concert datant de 2002.
Sorti en octobre 2004, le premier album, Des Lumières Sous la Pluie, voit le nombre de membres du groupe se réduire. Il est alors un duo formé de Mr Teddybear et ARM. Le guitariste Olivier Mellano est invité sur trois titres. Ce dernier, acteur  de la scène rock rennaise, est alors connu pour avoir travaillé avec Miossec, Dominique A ou encore Yann Tiersen. L'album se classe 7e des classements musicaux français, et est bien accueilli par l'ensemble de la presse spécialisée. Après la publication de leur premier album, ils partent en tournée promotionnelle.
En mai 2007, paraît Acte, entièrement basé sur un duo guitare électrique/voix (Olivier Mellano et ARM). Il s'agit d'un disque intermédiaire, comprenant des reprises d'anciens titres, dans des versions réarrangées, ainsi que de nouvelles compositions (dont L'aurore et La poursuite, inspirés du film L'aurore de Friedrich Wilhelm Murnau). Le groupe défend le disque sur scène, mais aussi en milieu carcéral. Le troisième album, Vu d'Ici, est publié le 30 avril 2008. ARM signe à la fois les textes et l'intégralité des musiques, séparé maintenant de Mr Teddybear. Différents artistes sont invités sur cet album, en plus d'Olivier Mellano et Robert le Magnifique : le rappeur parisien Iris (Comptez les heures) la chanteuse Laetitia Sheriff (Une étoile) et le chanteur Dominique A sur un titre, Un point dans la foule.

### Suites et séparation (2009–2015)
ARM et Robert le magnifique participent à la pièce de théâtre musicale Hamlet, thèmes et variations de David Gauchard, et dont deux albums sont sortis sur le label Idwet. ARM et Olivier Mellano apparaissent dans l'adaptation de Richard III mis en scène par David Gauchard. Le 6 avril 2011 sort l'album Derrière Moi. La couleur générale se veut plus axé rap que sur les disques précédents, avec des compositions très synthétiques. le parti-pris de ARM était entre autres de n'y faire apparaître aucun instrument. Le rappeur Iris est invité sur le titre De grandes mesures, et le compositeur Tepr co-produit Jusque-là. 
Le 18 juin 2012, ARM et Olivier Mellano sortent Acte II, deuxième projet guitare/voix. Le projet n'est disponible qu'en format digital. Les neuf titres sont enregistrés le 1er mai 2010 en « à peine trois heures. » En septembre 2013, le même duo publie sur sa page Bandcamp une adaptation musicale du Cahier d'un Retour au Pays Natal d'Aimé Césaire. Il s'agit d'une lecture publique qu'ils mettent à disposition en libre téléchargement. Le 21 octobre 2013 sort le sixième album Jamais trop tard. Avec des featurings de Iris et Ancrages. À la production on retrouve ARM lui-même, Glenn, Le Parasite, Aetoms, Korrupt Flo, et Creach, à la guitare Olivier Mellano et Marc Sens (Yann Tiersen, Zone Libre..). En été 2015, ARM annonce la fin officielle de Psykick Lyrikah,.
ARM a, depuis, sorti trois albums : Psaumes (2016) en collaboration avec le producteur Tepr , Dernier empereur (2017)  et Codé (2019).

## Membres
- ARM - voix, compositions
- Olivier Mellano - guitare
- Robert le Magnifique - basse, machines
- Mr Teddybear - compositions

## Discographie

### Apparitions
- 2004 : Album Hamlet
- 2004 : Et la nuit s'éternise (sur l'album Bad Thriller de Abstrackt Keal Agram)
- 2004 : Album Kinky Attractive Muse de Robert le Magnifique
- 2004 : Album de Lidl Mc's (avec Simba, Lexxcoop, Neeto, DJ Marrrtin...)
- 2006 : Album Soul Sodium de Kamasoundtracks
- 2007 : Album Hamlet, deuxième disque
- 2008 : La république invisible (sur l'album Nous (en) sommes encore là d'Expérience)
- 2008 : Reculez (sur l'album/livre Ralbum (éditions Léo Scheer)
- 2012 : Ce qu'il reste à dire du groupe Plaistow (trio jazz) (sur l'album Citadelles)
- 2012 : Jusqu'à ce que le béton meure du groupe Ancrages (sur le livre/disque Leur laisser la France)
- 2013 : Plus qu'un art (sur l'album Sans Signature de Lucio Bukowski)
- 2014 : Autre gare, même train (sur l'album L'art raffiné de l'ecchymose de Lucio Bukowski)